# 허찬미
허찬미(許讚美, 1992년 4월 6일 ~ )는 대한민국의 가수 겸 배우이다.
걸그룹 파이브돌스와 혼성 그룹 남녀공학의 구성원이였다. 데뷔 전에는 소녀시대의 데뷔조였다. 데뷔조를 거쳐간 14명 중 최연소자였으며 나이가 너무 어려서(당시 만 14살) 데뷔하지 못했다.
2020년 7월 23일 퍼스트원 엔터테인먼트와 계약을 맺고 싱글 앨범 《Highlight》를 발매하며 솔로 데뷔했다.
2021년 《미스트롯2》에 출연과 함께 트로트 가수로 전향하여 활동 중이다.

## 이력
허찬미는 1992년 4월 6일, 서울특별시 송파구 잠실동에서 2녀 중 차녀로 태어나 남양주시에서 자랐다.
2010년 9월 30일 Mnet 《엠카운트다운》에서 남녀공학의 <Too Late>으로 데뷔했다.
남녀공학 활동 당시에는 별빛찬미라는 예명으로 사용한 바 있다.
2011년 2월 17일 Mnet 《엠카운트다운》에서 유닛그룹 파이브돌스의 <입술자국>, <너 말이야>로 데뷔했다.
MBC 드라마 《최고의 사랑》에 출연하여 연기자로 활동하였다.
2012년 6월 소속사 코어콘텐츠미디어와의 계약이 만료되어 파이브돌스를 탈퇴했다.
이후 플레디스 엔터테인먼트와 더블킥 컴퍼니, 모스테이블뮤직 소속으로 활동했다.
2016년 1월 22일부터 Mnet 《PRODUCE 101》에 출연했다.
2017년 10월 29일부터 JTBC 《믹스나인》에 출연했다.
2020년 1월, 퍼스트원 엔터테인먼트와 계약을 맺고 솔로 여가수와 유튜버로 활동한다.
2020년 12월 ~ 2021년, TV조선 《미스트롯2》에 출연했다.
2023년 4월, 아랑엔터테인먼트와 계약을 맺고 트로트 가수로 활동한다.

## 데뷔와 활동
2010년에 그룹 남녀공학으로 데뷔하였으며, 2011년에는 유닛 파이브돌스로 활동을 시작하였다.

## 학력
- 도농초등학교 (졸업)
- 도농중학교 (졸업)
- 안양예술고등학교 연극영화과 (졸업)
- 동덕여자대학교 실용음악과 (학사)[2]

## 앨범

### 싱글 음반
- 2020년 7월 23일 《Highlight》
- 2021년 6월 22일 《찬미쓰트롯:해운대 밤바다》

## 출연작

### 드라마
| 연도 | 방송사 | 제목        | 역할        | 비고 |
| ---- | ------ | ----------- | ----------- | ---- |
| 2011 | MBC    | 최고의 사랑 | 캔디스 멤버 |      |

### 예능
- 2016년 Mnet 《PRODUCE 101》
- 2017년 JTBC 《믹스나인》
- 2020년 ~ 2021년 TV조선 《미스트롯2》
- 2021년 MBC Every 1 《대한외국인》 게스트 - (127회)
- 2021년 TV조선 《내 딸 하자》[3] (5회)
- 2021년 ~ 2022년 SBS F!L 《더 트롯 쇼》 게스트 - (7회, 17회, 19회, 21회 ~ 22회, 42회, 48회, 55회)
- 2021년 TV조선 《화요청백전》 (4회)
- 2021년 ~ 2022년 TV조선 《화요일은 밤이 좋아》
- 2022년 MBC 《미스터리 음악쇼 복면가왕》 - 판정단 선배님들~ 예쁘게 봐주세요! 신입생
- 2022년 KBS1 《전국노래자랑》 합천군 편 (7월 30일 녹화분, 초대 가수, 노래: 해운대 밤바다)
- 2022년 KBS2 《사장님 귀는 당나귀 귀》 장윤정 편 (VCR 출연)
- 2022년 TV조선 《국가가 부른다》 게스트
- 2022년 MBN 《우리들의 트로트》
- 2023년 KBS2 《불후의 명곡》 게스트 (설 특집 - RE:PLAY 장윤정 편)
- 2023년 KBS1 《6시 내고향》 힘내라 전통시장 임시 패널 -7894회  익산북부시장 (전북 익산시) / 7899회 거제고현시장 (경남 거제시) 편
- 2024년 KBS1 《가요무대》 1833회 (2024.1.22)